# رمضان في الهند

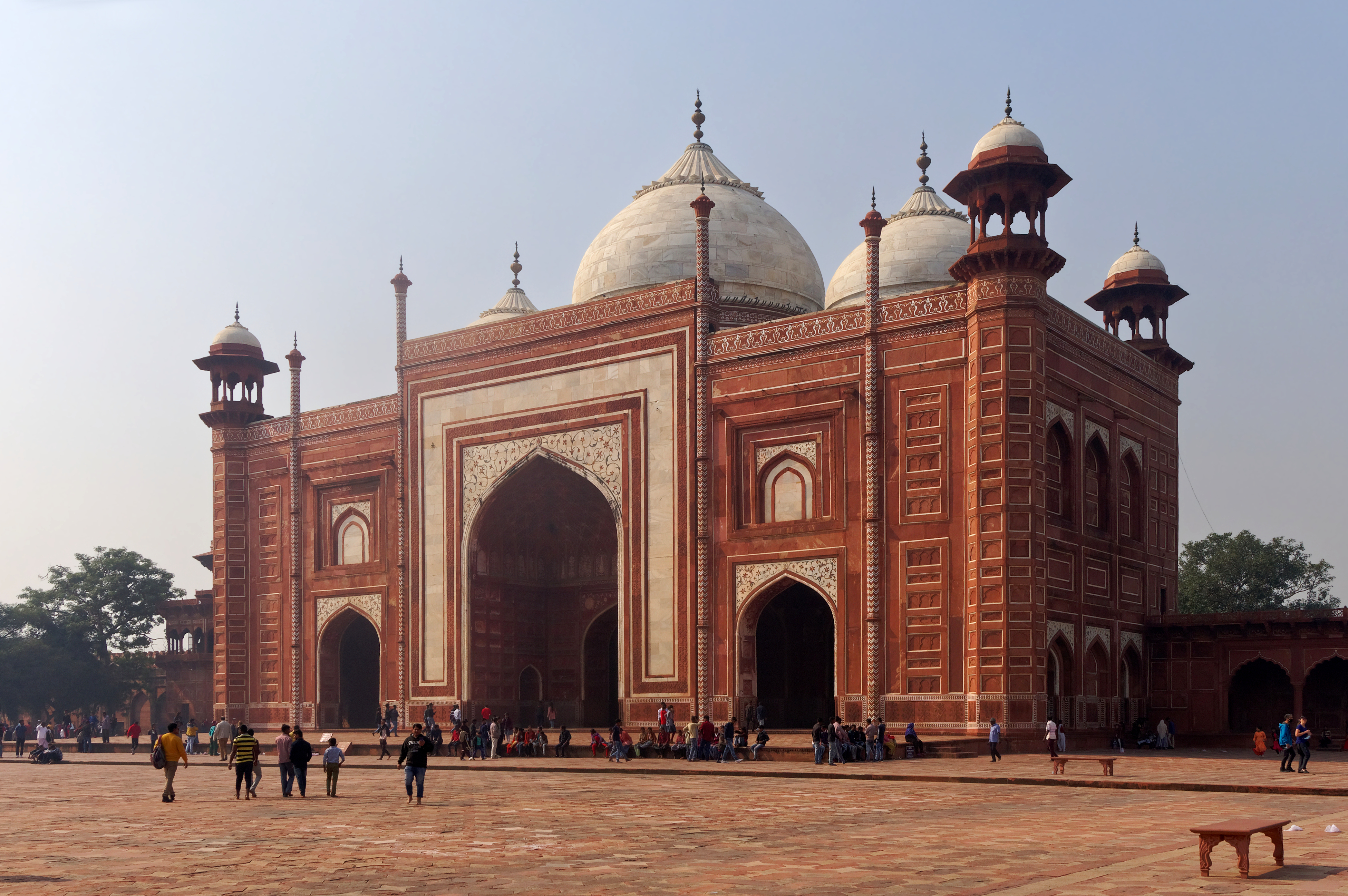
مسجد تاج محل في الهند وهو أهم معلم في الهند للمسلمين.

رمضان في الهند:(بالإنجليزية: Ramadan in India) يتم احتفال المسلمين برمضان في العديد من الدول، يحتل رمضان مكانة خاصة في الهند، حيث يعيش المسلمون هناك هذا الشهر المبارك وفقًا لتقاليدهم الخاصة فالهند بلد متعدد الثقافات.

## تاريخ رمضان في الهند
تعود جذور الإسلام في الهند إلى القرون الوسطى، عندما وصل المسلمون لأول مرة إلى سواحل الهند. ومنذ ذلك الحين، نمت وازدادت المجتمعات المسلمة في الهند، وتطورت تقاليدها الخاصة في رمضان. يعد الهند من الدول ذات أعداد كبيرة من المسلمين في العالم، وتتواجد مجموعات مسلمة متنوعة في جميع أنحاء البلاد مع تقاليدها وعاداتها المتميزة.

## التقاليد والطقوس في رمضان
في رمضان، يقوم المسلمون في الهند بالصوم النهاري، وهو أحد أركان الإسلام الخمسة. يمتنعون عن تناول الطعام والشراب من الفجر حتى المغرب. ويعتبر الإفطار المشترك بعد غروب الشمس حدثًا هامًا، حيث يتجمع المسلمون في المنازل والمساجد لتناول الطعام والمشروبات. وتتميز المائدة الرمضانية في الهند بتنوعها وغناها بالأطباق الشهية والحلويات الخاصة.

## مأكولات هندية مشهورة في رمضان
رمضان في الهند يجلب معه تنوعًا كبيرًا في الأطعمة والحلويات التي يتم تناولها خلال وجبات الإفطار والسحور. بعض الأكلات الشهية التي تشتهر بها الهند خلال شهر رمضان:

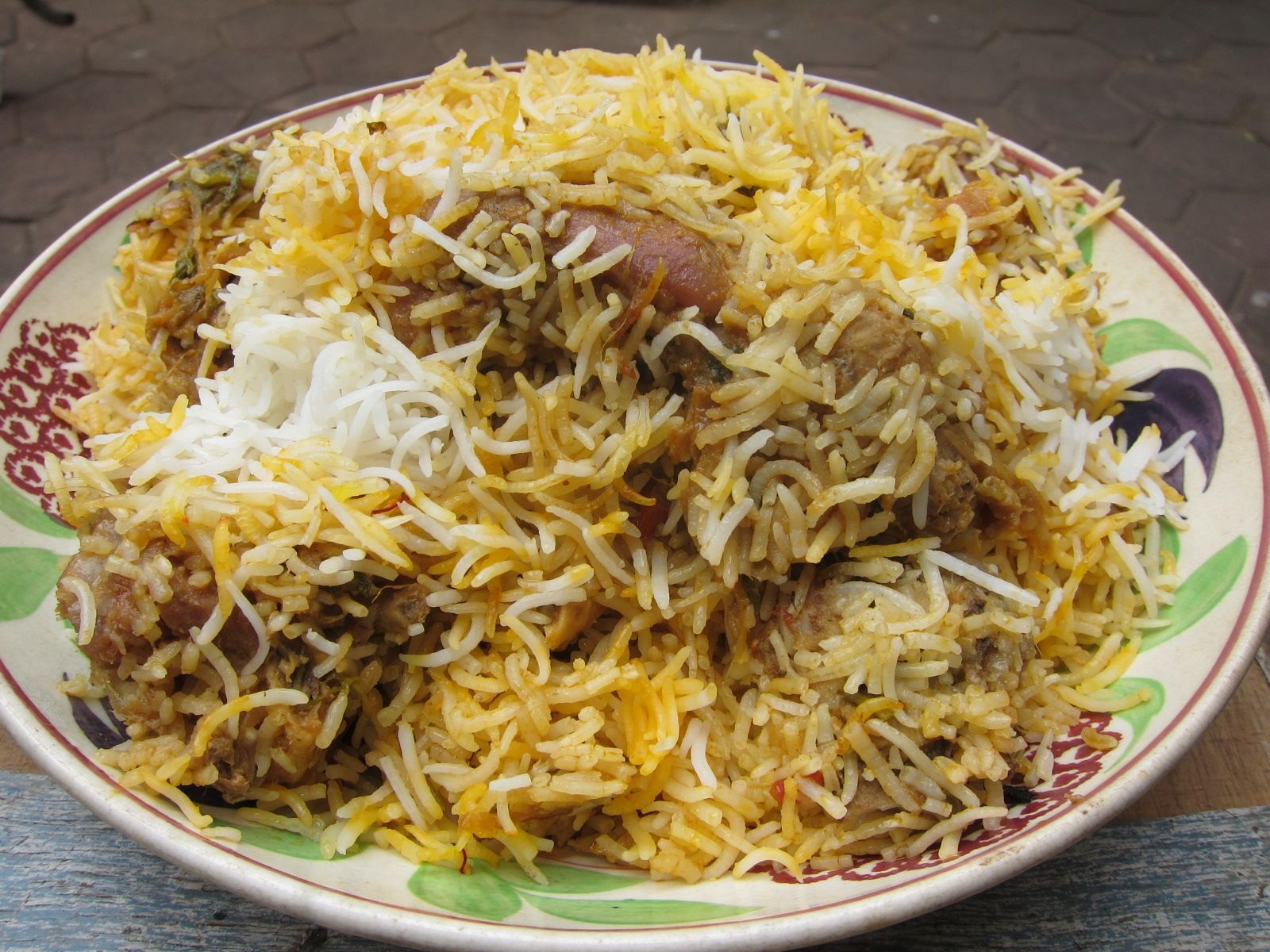
أكلة البرياني الهندية إحدى أطباق المائدة الرمضانية في الهند.

- أكلة البرياني الهندية إحدى أطباق المائدة الرمضانية في الهند.بيرياني: يُعتبر البيرياني من أشهر الأطباق في الهند، وهو عبارة عن طبق أرز مع طبقة من اللحم أو الدجاج أو الخضروات، ويتم توابله بالبهارات والتوابل المميزة.
- كباب: تعد أصناف الكباب شهية رائعة في رمضان. يتم تحضير الكباب بتتبيل اللحم أو الدجاج بالتوابل والبهارات، ويشوى أو يقلى حتى يصبح لذيذًا وعصيريًا.
- ساموسا: تُعتبر الساموسا من الوجبات الخفيفة المشهورة في رمضان. وهي عبارة عن عجينة محشوة بخليط من اللحم المفروم أو الخضروات والتوابل، وتقلى حتى تصبح مقرمشة ولذيذة.
- حلوى جلاب جامون: يُعتبر جلاب جامون حلاوة تقليدية هندية تحظى بشهرة واسعة في رمضان. تتكون الحلوى من قطع الجبنة الحلوة المحشوة بالشيرة السكرية اللذيذة.
- فيريني: تُعد فيريني حلى رمضاني تقليدي في الهند. تتكون من خليط من الحليب والسميد والسكر والمكسرات، وتُقدم باردة ومزينة بالزعفران.
- لاسي: يُعتبر اللاسي مشروبًا منعشًا ومفيدًا في رمضان. يتم تحضيره بخلط الزبادي مع الماء والسكر والفواكه المهروسة، ويقدم باردًا.
- كيك الزعفران: يُعتبر كيك الزعفران من الحلوى.

## الزيارات والتبادلات الاجتماعية
تشهد الهند في رمضان زيارات متبادلة بين الأسر المسلمة والجيران والأصدقاء المقربين من مختلف الأديان. يتم تبادل التهاني وتقديم الهدايا، وتُقام العديد من المآدب الخاصة والولائم الاجتماعية التي تعزز التواصل والترابط بين الأفراد.

## المهرجانات والتراث الثقافي
تحظى المدن الهندية بمهرجانات رمضانية ملونة وحافلة بالأنشطة والاحتفالات. مثلاً، في مدينة هايدراباد، تقام سوق الشهر الفضيل الشهيرة "شارع شارمن رامدان"، حيث يتم بيع مجموعة متنوعة من الأطعمة الشهية والحلويات الرمضانية. وفي دلهي، يقام مهرجان "فيز كا جشن" الذي يتضمن عروضًا فنية تعكس التراث الثقافي للهند وتعزز الروح الاحتفالية في رمضان، ووجود االمسحراتي وهو الشخص الذي ينادي على الناس للاستيقاظ قبل أذان الفجر وتناول وجبة السحور للاستعداد للصوم.

## انظر أيضًا

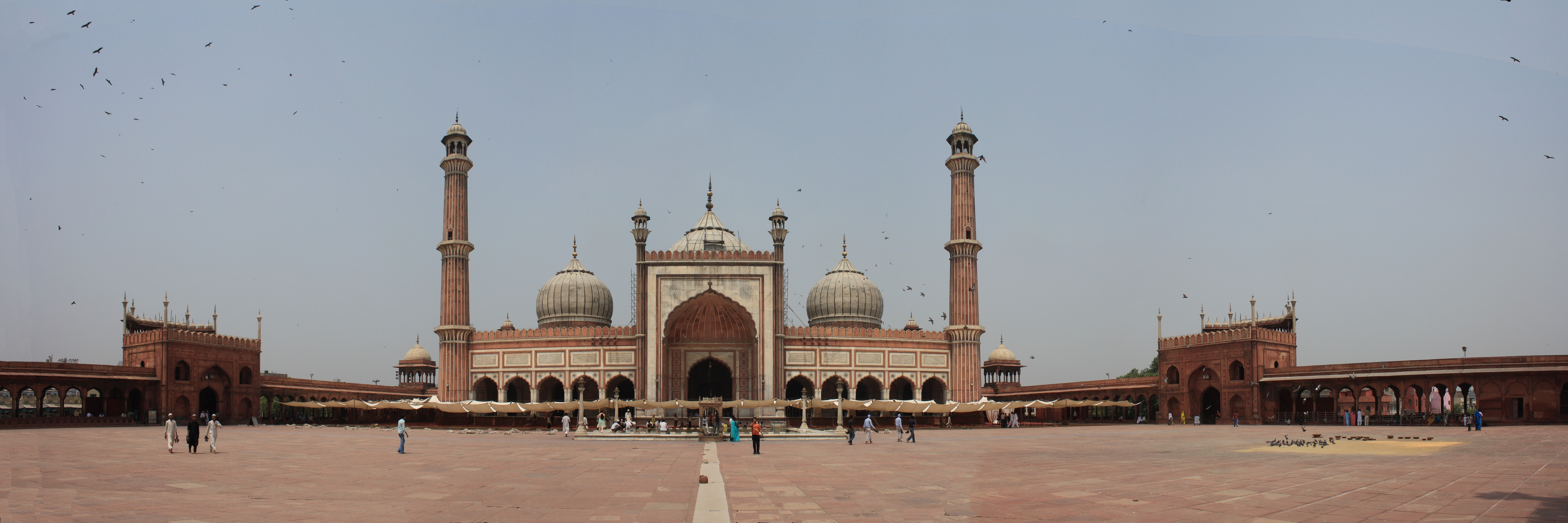
مسجد جهان نوما الذي يقيم المسلمين فيه الصلوات وصلاة التراويح في الهند.

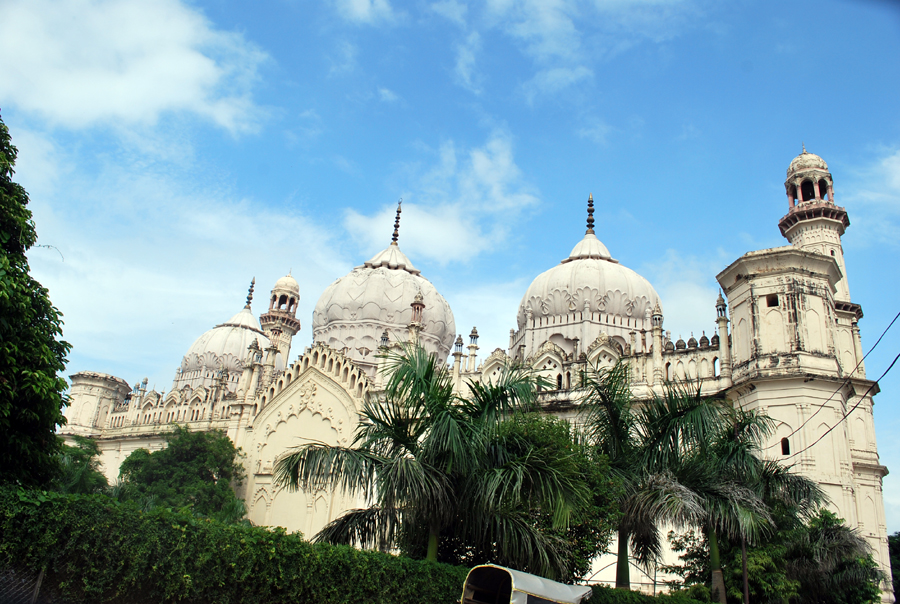
مسجد للمسلمين في الهند.